# Паредиш-ди-Кора (район)
Паре́диш-ди-Ко́ра (порт. Paredes de Coura) — район (фрегезия) в Португалии, входит в округ Виана-ду-Каштелу. Является составной частью муниципалитета Паредеш-де-Кора. По старому административному делению входил в провинцию Минью. Входит в экономико-статистический субрегион Минью-Лима, который входит в Северный регион. Население составляет 1495 человек на 2001 год. Занимает площадь 3,09 км².